# Cometa Hale-Bopp

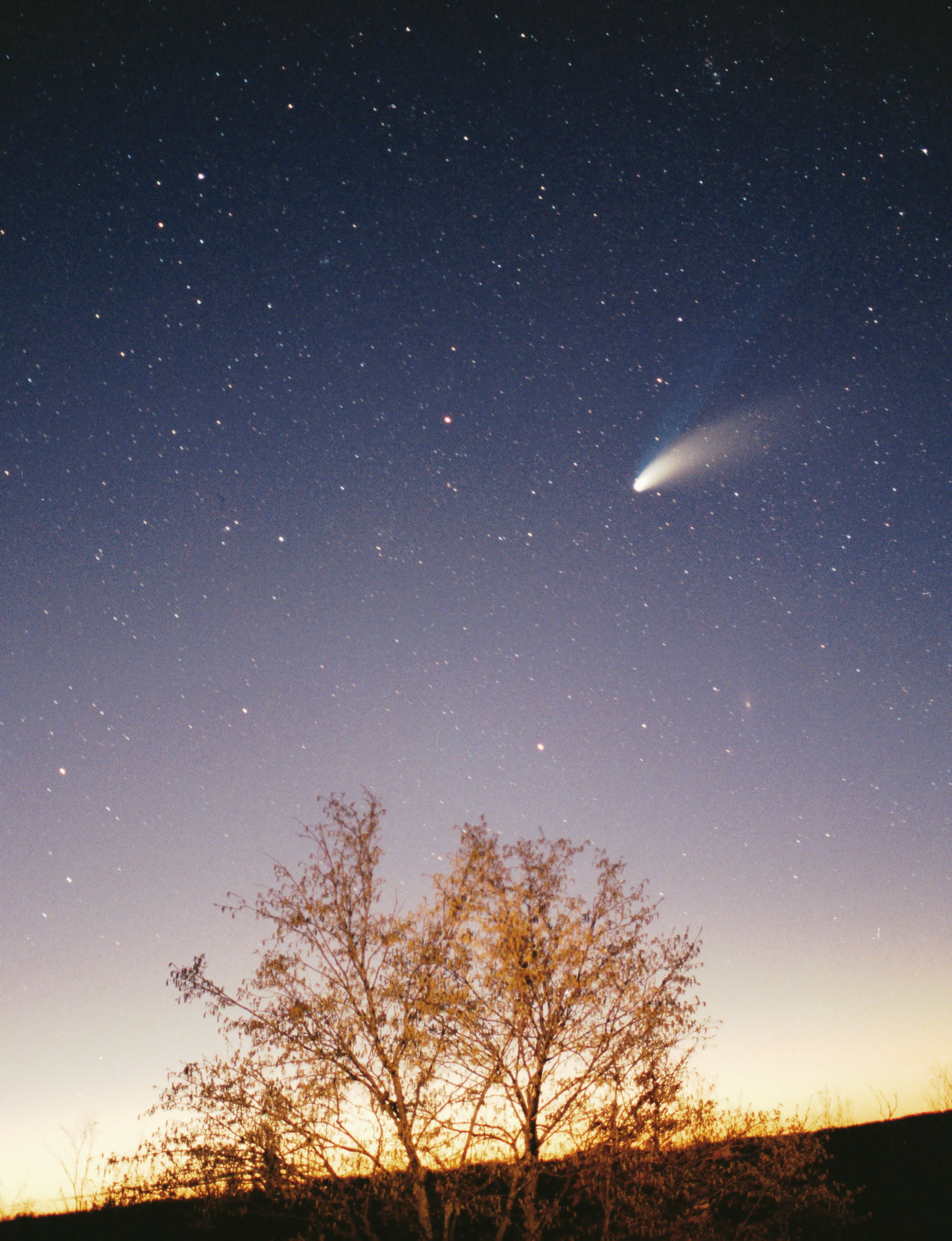
El cometa se convirtió en un auténtico espectáculo visual a comienzos de 1997.

El cometa Hale-Bopp  fue probablemente uno de los cometas más ampliamente observados en el siglo XX y uno de los más brillantes que se han visto en décadas. Pudo ser contemplado a simple vista durante 18 meses, casi el doble del tiempo que pudo observarse el Gran Cometa de 1811.
El cometa Hale-Bopp fue descubierto el 23 de julio de 1995 a gran distancia del Sol, creándose desde entonces la expectativa de que sería un cometa muy brillante cuando pasara cerca de la Tierra. El brillo de un cometa es algo muy difícil de predecir con exactitud, pero el Hale-Bopp superó todo lo esperado cuando pasó por su perihelio el 1 de abril de 1997. Fue llamado el Gran Cometa de 1997.
Su paso incitó un cierto nivel de preocupación en la población. Incluso se esparcieron rumores de que una gran nave extraterrestre estaría siguiendo su paso, lo que incitó un suicidio en masa entre los seguidores de la secta Heaven's Gate.

## Descubrimiento
Alan Hale, en Cloudcroft, Nuevo México, realizaba una búsqueda sistemática de cometas cuando el 23 de julio de 1995 descubrió un objeto brillando de undécima magnitud cerca de la agrupación globular M70, en la constelación de Sagitario. Por su parte, Thomas Bopp observaba el cielo con un telescopio, cuando percibió un objeto no catalogado que resultó ser el cometa.

## Acercamiento
Pronto quedó claro que Hale-Bopp no era un cometa corriente: al calcular su órbita, resultó estar a 7,2 unidades astronómicas (UA) del Sol, colocándose entre Júpiter y Saturno a la mayor distancia a la Tierra en que fuera descubierto cualquier cometa anterior. La mayoría de los cometas a esta distancia son apenas perceptibles, y su actividad no es apreciable, pero la cola del Hale-Bopp era observable. En una imagen del Telescopio anglo-australiano de 1993 se encontró al cometa todavía no descubierto a 13 UA del Sol, que es una distancia que en general no permite observar cometas; por ejemplo, el cometa 1P/Halley es 50 000 veces menos luminoso a la misma distancia del Sol.
Se han hecho varias estimaciones del tamaño del núcleo del cometa; las cuales van desde los 15 km, estimación realizada por el astrónomo Zdeněk Sekanina, hasta los 40 km, medida derivada de las observaciones del telescopio espacial Hubble. El primero pondría al cometa en la clase de cometas grandes mientras que la segunda lo haría dentro de los gigantes y significaría que tiene un diámetro un 50 % mayor que el del Halley.

## El Hale-Bopp se convierte en un Gran Cometa
El Hale-Bopp se hizo visible a simple vista verano de 1996, y aunque su brillo se redujo considerablemente en la última mitad de ese año, los científicos seguían siendo cautelosamente optimistas acerca de la posibilidad de que se volviera muy brillante. Se encontraba demasiado cerca del Sol como para que fuese observable durante diciembre de 1996, pero cuando reapareció en enero de 1997 era ya lo suficientemente brillante como para que pudiese ser visto por cualquiera que lo buscase, incluso desde grandes ciudades con cielos contaminados lumínicamente.
Por aquel entonces, Internet era un fenómeno creciente y numerosas páginas web que seguían el progreso del cometa y que facilitaban imágenes diarias desde todo el mundo se volvieron muy populares. Internet desempeñó un papel determinante alimentando el interés público, hasta ahora sin precedentes, sobre el Hale-Bopp.
A medida que el cometa se aproximaba al Sol, continuaba resplandeciendo, brillando con magnitud dos en febrero, y mostrando un creciente par de colas, con una formada por gas azul apuntando directamente hacia el Sol y la otra cola formada por polvo amarillo curvándose a lo largo de su órbita. El 9 de marzo, un eclipse solar en Mongolia y en el este de Siberia permitió a los observadores situados allí ver el cometa durante el día.
Durante su perihelio, el 3 de abril de 1997, el cometa fue espectacular. Brilló más que cualquier estrella del cielo, exceptuando Sirio, y sus dos colas se separaban entre 30 y 40 grados a lo largo del cielo. El cometa era visible bastante antes de que el cielo se oscureciese por completo cada noche, y mientras que muchos grandes cometas están muy próximos al Sol mientras pasan su perihelio, el cometa Hale-Bopp resultaba visible durante toda la noche a los observadores situados en el hemisferio norte.
Podría haber sido más impresionante de lo que fue si hubiese pasado tan cerca de la Tierra como lo hizo el cometa Hyakutake (C/1996 B2) en 1996, su cola habría ocupado todo el cielo y habría sido más brillante que la luna llena. En cualquier caso, a pesar de que su aproximación máxima a la Tierra se produjo a una distancia mayor que 1 UA (una distancia que habría vuelto invisibles a muchos cometas) el Hale-Bopp todavía copaba la mitad del cielo con sus dos colas, aunque el final de ésta fuese demasiado débil como para ser visible sin emplear ningún instrumento óptico.

## El cometa decae
Tras pasar por su perihelio, el cometa se movió hacia el hemisferio celeste sur, y para mucha gente, el espectáculo había terminado. El cometa era mucho menos impresionante para los observadores del hemisferio sur de lo que lo había sido en el hemisferio norte, pero allí pudieron ver cómo el cometa desaparecía gradualmente de vista durante el verano y otoño de 1997. Las últimas observaciones realizadas a simple vista fueron descritas en diciembre de 1997, lo que significa que el cometa permaneció visible sin ayuda de instrumentos durante 569 días, cerca de 18 meses y medio. El récord anterior lo poseía el Gran Cometa de 1811, que permaneció visible durante casi 9 meses.
A medida que el cometa decaía seguía siendo vigilado por los astrónomos. En enero de 2005 el cometa estaba más allá de la órbita de Urano, a una distancia de la Tierra de aproximadamente 21 UA, pero seguía siendo observable empleando grandes telescopios. Observaciones de ese año han descubierto que todavía muestra una cola distinguible.
Los astrónomos esperaban que el cometa permaneciese observable mediante grandes telescopios hasta el año 2020, momento en el que se encontraría en magnitud 30. Llegado este punto sería muy difícil distinguirlo del gran número de galaxias lejanas que tienen un brillo similar.

## Cambios orbitales
El último perihelio del cometa se produjo probablemente hace 4200 años. Su órbita es casi perpendicular al plano de la eclíptica, lo que significa que los acercamientos a muy corta distancia de otros planetas son raros. Sin embargo, en marzo de 1997 el cometa pasó a 0,77 UA de Júpiter, lo suficiente para que su órbita se viese afectada por la gravedad de este planeta. La órbita del cometa se acortó considerablemente, y volverá al sistema solar interno dentro de 2380 años. Su distancia más lejana al Sol (afelio) será de aproximadamente 360 UA, habiéndose visto reducida desde las 525 UA.

## Resultados científicos
El cometa Hale-Bopp ha sido intensamente observado por los astrónomos durante su paso por el perihelio, y como resultado de estas observaciones se han hecho avances importantes en la ciencia cometaria.

### Cola de sodio
Uno de los descubrimientos más reseñables fue que el cometa tenía un tercer tipo de cola. Además del ya conocido rastro de polvo y gas, el Hale-Bopp exhibía también una débil cola de sodio, solo visible con potentes instrumentos con filtros específicos. Se habían observado antes emisiones de sodio en otros cometas, pero no se las había visto provenir de una cola. La cola de sodio del cometa Hale-Bopp consistía en átomos neutros, y se extendía a lo largo de 50 millones de kilómetros.
La fuente de sodio parecía estar en la parte coma interna, aunque no necesariamente en el núcleo. Hay diversos mecanismos por los que se podría generar una fuente de átomos de sodio, incluyendo colisiones entre granos de polvo que rodean al núcleo o sodio pulverizado procedente de los granos de polvo por efecto de la luz ultravioleta. En cualquier caso, todavía no se ha reconocido cuál es el mecanismo principal responsable de la creación de la cola de sodio del cometa Hale-Bopp.
Mientras la cola de polvo del cometa seguía invariablemente el camino de su órbita y la cola de gas apuntaba casi directamente hacia el Sol, el rastro de sodio parecía permanecer entre los dos. Esto implica que los átomos de sodio son conducidos desde la cabeza del cometa por la presión de la radiación.

### Abundancia de deuterio
Se ha encontrado que la proporción de deuterio en el cometa Hale-Bopp, en forma de agua pesada, es el doble que en los océanos de la Tierra. Si tal proporción fuera la normal en todos los cometas, este hallazgo demostraría que los impactos de cometas no pueden ser la fuente única del agua de los océanos terrestres, aunque puedan ser fuente de una parte significativa, como suele pensarse.
También se detectó la presencia de deuterio en muchos otros compuestos del hidrógeno. Se ha visto que el porcentaje de deuterio con respecto al hidrógeno varía de compuesto en compuesto, por lo que los astrónomos creen que indica que el hielo de los cometas se formó en nubes interestelares, en vez de en la nebulosa solar. Los modelos teóricos existentes acerca de la formación de hielo en las nubes interestelares sugieren que el cometa Hale-Bopp se formó a temperaturas de entre 25 y 45 kelvin.

### Compuestos orgánicos
Las observaciones espectroscópicas del Hale-Bopp revelaron la presencia de muchos compuestos orgánicos, algunos de los cuales no habían sido detectados anteriormente en ningún otro cometa. Estas moléculas complejas podrían existir dentro del núcleo del cometa, o haberse sintetizado mediante reacciones en la coma.

### Rotación
La actividad y liberación de gases del cometa Hale-Bopp no se producía de forma uniforme sobre su núcleo, sino que provenía de varios grandes chorros desde puntos específicos. Las observaciones del material que fluía de estos chorros permitió a los astrónomos medir el período de rotación del cometa, que resultó ser de aproximadamente 11 horas 46 minutos. Sobrepuestas a esta rotación había algunas variaciones periódicas durante varios días, lo que implicaba que el cometa rotaba sobre más de un eje de rotación.

### ¿Un satélite?
En 1999 apareció una publicación que presumía la existencia de un núcleo binario, para explicar así el patrón de las emisiones de polvo observadas. Esta publicación se basaba meramente en un análisis teórico y no incluía ninguna observación de este supuesto núcleo satelital (S/1991 C/1995 O1 1), pero estimaba que podría tener aproximadamente 30 kilómetros de diámetro, orbitando cada tres días a una distancia de 180 kilómetros del núcleo principal, que tendría un diámetro de 70 kilómetros.
Estos resultados fueron muy discutidos por los astrónomos, ya que ni siquiera las imágenes de alta resolución tomadas con el telescopio espacial Hubble revelaban rastro alguno de un núcleo doble. Además, mientras que se han hecho observaciones de cometas que se han fragmentado, ninguna de ellas se corresponde con un núcleo binario estable. Dada la pequeña masa de los núcleos cometarios, la órbita de un núcleo binario resultaría fácilmente alterada por la gravedad del Sol y de los planetas.
Las observaciones realizadas a finales de 1997 y principios de 1998 parecían mostrar un pico doble en el brillo del núcleo. Sin embargo aún existe cierta controversia en torno a que algunas observaciones puedan ser solo explicadas por la presencia de un núcleo secundario.

## Paranoia y superstición
En muchas culturas los cometas han sido vistos, históricamente, como malos presagios y se han tratado con mucho recelo. Quizás debido al gran interés suscitado por el paso del cometa Hale-Bopp y por su rara actividad y tamaño, el cometa se convirtió en el centro de muchas creencias y teorías extrañas.
En noviembre de 1996, el astrónomo aficionado Chuck Shramek, de Houston, Texas, tomó una imagen CCD del cometa que mostraba un objeto borroso levemente alargado en sus proximidades. Cuando su programa de ordenador no identificó el objeto con ninguna estrella conocida, Shramek llamó al programa de radio Art Bell para anunciar que había descubierto un 'objeto del estilo de Saturno' siguiendo al Hale-Bopp. Entusiastas del fenómeno ovni como el clarividente Courtney Brown, llegaron rápidamente a la conclusión de que había una nave espacial siguiendo al cometa. Más tarde, Art Bell dijo haber obtenido la imagen del objeto de un astrofísico anónimo, que estaba a punto de confirmar su descubrimiento. Sin embargo, los astrónomos Olivier Hainaut y David J. Tholen de la Universidad de Hawái indicaron que la foto a la que se hacía referencia era una copia alterada de una de sus propias imágenes del cometa  Archivado el 30 de septiembre de 2007 en Wayback Machine. (enlace en inglés).
Meses más tarde, la secta Heaven's Gate tomó la aparición del cometa como una señal para llevar a cabo su suicidio colectivo; alegaron que dejaban sus cuerpos terrenales para viajar en la nave espacial que seguía al cometa.

## El legado del Hale-Bopp
Para casi todo el que lo vio, el Hale-Bopp era sencillamente una bonita y espectacular visión en los cielos al atardecer. El largo período en el que permaneció visible y la gran cobertura mediática de la que fue objeto probablemente lo convirtió en el cometa más observado de la historia, teniendo más impacto entre el público en general que el que tuvo el regreso del 1P/Halley en 1986, y sin duda fue visto por más personas de las que presenciaron cualquiera de las apariciones anteriores del cometa Halley. Fue un cometa que batió récords: el más alejado del sol descubierto hasta entonces, con el núcleo más grande conocido, y pudo ser observado a simple vista durante el doble de tiempo que el cometa que anteriormente ostentaba este récord. Tuvo también un brillo superior a la magnitud 0 durante ocho semanas, más tiempo que cualquier otro cometa en los últimos mil años.
Este cometa tardará más de dos mil años en volver a visitar el Sistema Solar interior y nuestro planeta.